# 박용연
박용연(1982년 7월 4일 ~)은 대한민국의 배우이다.

## 학력
- 단국대학교 경영학

## 출연 작품

### 영화
- 《테슬라 프로젝트》 (2015년) - 김진혁 역
- 《뒤를 돌아보면》 (2014년)
- 《코알라》 (2013년) - 스콧리 역
- 《스물 아홉살》 (2011년) - 민성 역
- 《시크릿》 (2009년) - 제복경찰 4 역
- 《작전》 (2009년) - 강준수 역
- 《4요일》 (2008년) - 실연당한 재벌가 아들, 이현우 역[3]
- 《세븐 데이즈》 (2007년) - 늑대 역

### 드라마
- 《가문의 영광》 (SBS, 2008년)
- 《맨발의 청춘》 (MBC, 2005년) - 형주 역

### 연극
- 《작업의 정석》 (2015년) - 서민준 역
- 《올드 미스 다이어리》 (2014년) - 남멀티 역
- 《드라마 만들기》 (2010년) - 한진상 역

### 뮤직비디오
- 장윤정 - 이따, 이따요